# Esporlas

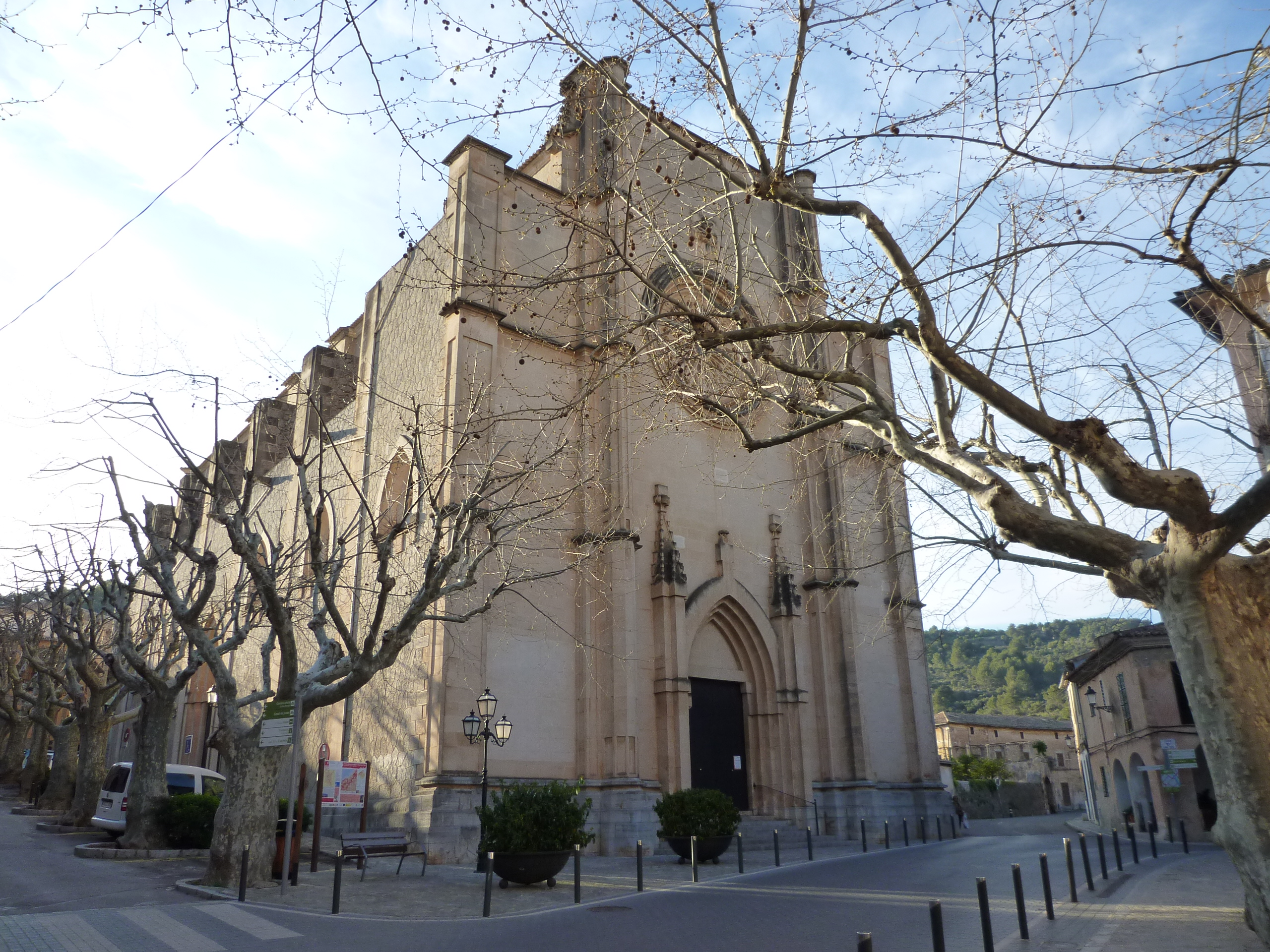
Iglesia de San Pedro

Esporlas (oficialmente en catalán: Esporles) es una localidad y municipio español de la comunidad autónoma de Islas Baleares. Situado en la isla de Mallorca, en la comarca de la Sierra de Tramontana. Queda a unos 15 km de Palma de Mallorca. El pueblo se divide en la Vilavella y la Vilanova. Su economía se basaba tradicionalmente en la agricultura y la ganadería, lo que se muestra en su mansión granja-museo La Granja. Ahora, como en la mayor parte de las Baleares se basa en el turismo.
También fue muy importante la industria textil, de la que quedan vestigios como sus fábricas o edificios, actualmente vacíos. La mayoría de ellos están siendo transformados en viviendas.
En su territorio incluye, además, pequeñas urbanizaciones, como Ses Rotgetes de Canet y Es Verger.

## Demografía
Esporlas cuenta con una población de 5252 habitantes (INE 2024).
| Gráfica de evolución demográfica de Esporlas entre 1842 y 2021 |
| |
| Población de derecho según los censos de población del INE. Población de hecho según los censos de población del INE.En estos censos se denominaba Esporlas: 1842, 1857, 1860, 1877, 1887, 1897, 1900, 1910, 1920, 1930, 1940, 1950, 1960, 1970 y 1981. |

## Administración y política

### Alcaldes constitucionales (actualidad-1979)
| Legislatura | Nombre del alcalde        | Partido político          |
| ----------- | ------------------------- | ------------------------- |
| 2023-       | Josep Maria Ferrà Terrasa | MÉS                       |
| 2019-2023   | María Ramón Salas         | MÉS-APIB                  |
| 2015-2019   | María Ramón Salas         | MÉS-APIB                  |
| 2011-2015   | Miquel Ensenyat           | PSM                       |
| 2007-2011   | Miquel Ensenyat           | PSM                       |
| 2005-2007   | Miquel Ensenyat           | PSM                       |
| 1999-2005   | Jaume Pou Reines          | PP                        |
| 1996-1999   | Jaume Pou Reines          | PP                        |
| 1995-1996   | Pere Trias Auli           | PSM                       |
| 1991-1995   | Guillem Bosch             | PSOE                      |
| 1987-1991   | Vicenç Matas              | PSOE                      |
| 1983-1987   | Vicenç Matas              | PSOE                      |
| 1979-1983   | Bartolomé Bosch           | Candidatura Independiente |

## Monumentos y lugares de interés
- Iglesia parroquial de San Pedro
- Cor de Jesús
- Ermita de Maristella
- Iglesia parroquial de Igleeta
- La Granja
- Son Tugores
- Canet

## Cultura
- Colegio público Gabriel Comas i Ribes
- Instituto público Josep Font i Tries

### Deporte
- Parque de fútbol de Son Quint con césped
- Pabellón municipal de baloncesto
- Pista de tenis en Son Quint
- Voleibol sala en el colegio Gabriel Comas i Ribas
- Gimnasia Rítmica en el colegio Gabriel Comas i Ribas

### Fiestas
- Fiestas de San Pedro (23 al 30 de junio), las más importantes. Cabe destacar el popular correfoc, que se ha ido incorporando desde finales del siglo XX e inicios del XXI, como un acto más a los organizados dentro del programa de las fiestas populares, pero el correfoc, no es típico de ningún pueblo de Baleares, sus orígenes se remontan al antiguo Ball de Diables, cuyas primeras noticias escritas datan del siglo XII en Tarragona.

- La Fira Dolça. El dulce y sus derivados son los protagonistas de esta feria que se celebra en Esporlas desde 2005, para deleite de los paladares más golosos. Productos tan tradicionales como los crespells, una pasta seca de origen judío que hoy se elabora con forma de estrella, flor o redonda y otros más modernos como los cupcakes llenarán de sabor y visitantes las calles de la localidad. Hay también puestos de artesanía, exposiciones, concursos, talleres de dulces para niños, un lugar dedicado a las bordadoras y un espacio dedicado a los productores de cerveza artesanal.